# Municipio de Prairie (condado de McDonald)
El municipio de Prairie (en inglés: Prairie Township) es un municipio ubicado en el condado de McDonald en el estado estadounidense de Misuri. En el año 2010 tenía una población de 1713 habitantes y una densidad poblacional de 22,91 personas por km².

## Geografía
El municipio de Prairie se encuentra ubicado en las coordenadas 36°33′34″N 94°35′0″O / 36.55944, -94.58333. Según la Oficina del Censo de los Estados Unidos, el municipio tiene una superficie total de 74.78 km², de la cual 74.72 km² corresponden a tierra firme y (0.08%) 0.06 km² es agua.

## Demografía
Según el censo de 2010, había 1713 personas residiendo en el municipio de Prairie. La densidad de población era de 22,91 hab./km². De los 1713 habitantes, el municipio de Prairie estaba compuesto por el 67.54% blancos, el 0.12% eran afroamericanos, el 4.67% eran amerindios, el 0.12% eran asiáticos, el 0.93% eran isleños del Pacífico, el 23% eran de otras razas y el 3.62% pertenecían a dos o más razas. Del total de la población el 39% eran hispanos o latinos de cualquier raza.